# Amoturella saintpierrei
Amoturella saintpierrei är en stekelart som beskrevs av Girault 1913. Amoturella saintpierrei ingår i släktet Amoturella och familjen puppglanssteklar. Inga underarter finns listade i Catalogue of Life.